# シーモア・パパート
シーモア・パパート（Seymour Aubrey Papert；[ˈpæpərt]、1928年2月29日 - 2016年7月31日）は、南アフリカ出身のアメリカの数学者、計算機科学者、教育者。マサチューセッツ工科大学（MIT）教授。
構築主義学習を提唱し、プログラミング言語LOGOを設計するなど、テクノロジーを活かした体験学習、情報教育の礎を築いた。発達心理学者ジャン・ピアジェや人工知能の父マービン・ミンスキーとの共同研究でも知られる。

## 業績

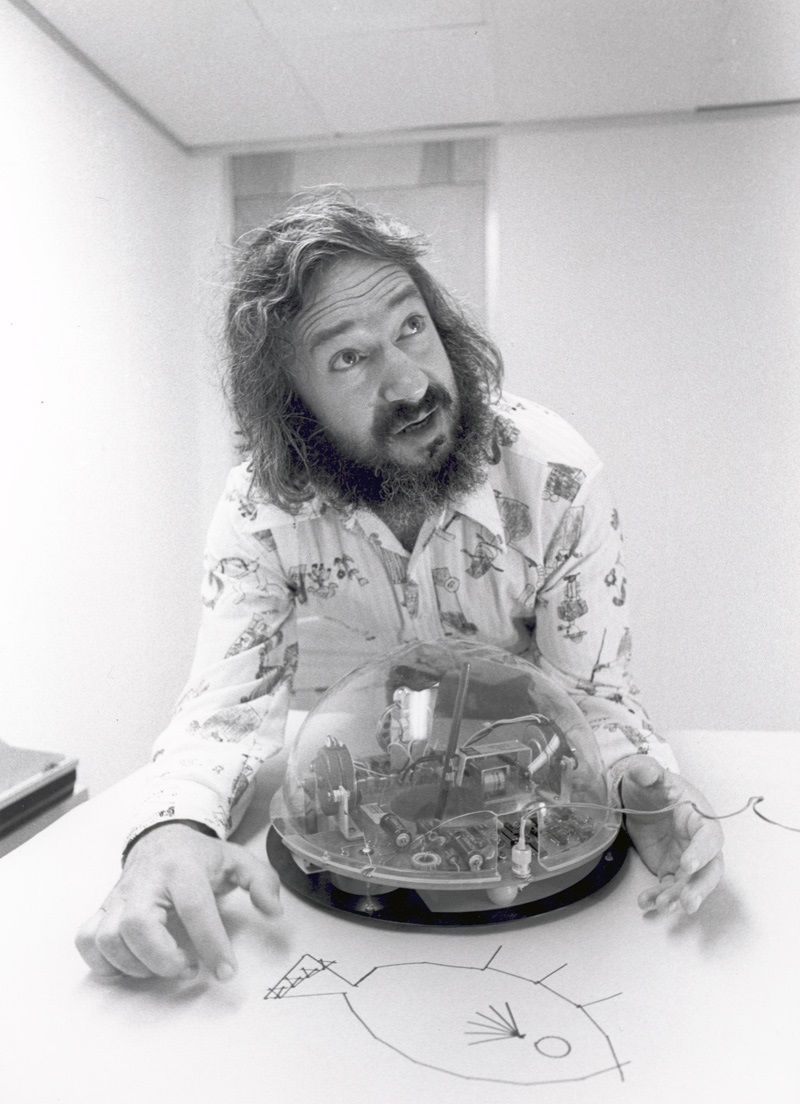
1980年代、タートルロボットと共に

- 1960年代に発達心理学者ジャン・ピアジェと共同研究し、彼の発生的認識論（英語版）に大きな影響を受けた。パパートはピアジェの弟子の中で最も活躍・成功した人物とされ、ピアジェ自身も「パパートほど私の考えを理解してくれる者はいない」と述べている。
- ピアジェの構成主義（コンストラクティビズム）を発展させた“作ることで学ぶ”教育理論「構築主義（コンストラクショニズム）」を提唱し、これを教育機関がどのように運用すべきか検討した。また、新たなテクノロジーが学習一般や教育機関に与える影響を研究した。
- 教育研究の成果に計算機科学を応用し、ウォーリー・フォージーグ（英語版）らと共にプログラミング言語「LOGO」を開発した。目標は、子どもが試行錯誤して問題を考えたり解いたりできる創造的な道具を提供することである。パパートは、LOGOのように子どもが習得可能な単純なプログラミング言語でも、専門用途にも耐える高度な機能を実現できると主張している。また、子どものプログラミング教育をためらう教師には、「バグの体験こそコンピュータリテラシーには必要」と説いた。
- 計算機科学者マービン・ミンスキーと人工知能を共同研究し、単純パーセプトロンは線形分離できないパターンを識別できないことを指摘した。ミンスキーはパパートを「生きている内で最も偉大な数学教育者」と呼んだ（レゴ・マインドストームのカバーより）。
- MITメディアラボの前身となる、MIT建築機械グループ認識学習研究班を創設した。
- パーソナルコンピュータの父アラン・ケイとそのダイナブック構想に影響を与えた。ケイとは様々なプロジェクトで活動を共にした。
- レゴ社と共同で、LOGOプログラミングで動くロボットおもちゃ「レゴ・マインドストーム」を開発した。
- 安価なノートパソコンを開発し途上国の子どもたちに提供するNPO、「One Laptop per Child（OLPC）」の代表者の一人であった。

## 私生活
- パパートは政治運動にも精力的であった。南アフリカにおける学生時代は反アパルトヘイト活動家として名が知られた[2]。ロンドンに住んでいた1950年代には、Socialist Review（英語版）誌を取り巻く革命的社会主義（英語版）有志の第一人者であった[3]。
- 2006年12月、ハノイでスクーターにはねられ意識不明の重体となった。当地で緊急手術を受けたのちアメリカに運ばれたが、脳や心臓弁に損傷を負っていた[2]。その後順調に回復し、2008年には意識がはっきりし意思疎通も歩行もできたが、「複雑な会話の問題」が残ったためリハビリテーションを続けていた[4]。
- 2016年7月31日、メイン州ブルーヒルの自宅で死去[5]。88歳没。

## 著作
- Counter-free automata, 1971, ISBN 0-262-13076-9
- Perceptrons, (with Marvin Minsky), MIT Press, 1969 (Enlarged edition, 1988), ISBN 0-262-63111-3
  - M. ミンスキー共著、斎藤正男訳『パーセプトロン：パターン認識理論への道』東京大学出版会、1971年
  - M. ミンスキー共著、中野馨、阪口豊訳『パーセプトロン〔改訂版〕』パーソナルメディア、1993年
- Mindstorms: Children, Computers, and Powerful Ideas, 1980, ISBN 0-465-04674-6
  - 奥村貴世子訳『マインドストーム：子供、コンピューター、そして強力なアイデア』未来社、1982年／〔新装版〕1995年
- Papert, S. & Harel, I. (eds). (1991) Constructionism: research reports and essays 1985–1990 by the Epistemology and Learning Research Group, the Media Lab, Massachusetts Institute of Technology, Ablex Pub. Corp, Norwood, NJ.
- The Children's Machine: Rethinking School in the Age of the Computer, 1993, ISBN 0-465-01063-6
- The Connected Family: Bridging the Digital Generation Gap, 1996, ISBN 1-56352-335-3